# Erluino
Erluino (Brionne, 994 circa – 26 agosto 1078) è stato un cavaliere medievale normanno, fondatore dell’abbazia di Notre-Dame du Bec.

## Biografia
Nato attorno al 994, apparteneva per nascita, secondo Mabillon, alla prima nobiltà normanna: Ansgot (mod. « Angot »), suo padre, era un conquistatore vichingo danese mentre sua madre, Eloisa, apparteneva ai conti di Fiandra. Erluino fu allevato sotto il tetto del conte Gilberto di Brionne.
Egli si mostrò subito un valoroso soldato al quale lo stesso duca Roberto accordò più di un segno di stime. Più tardi, trovandosi mal pagato da Gilberto per i suoi servigi, Erluino cominciò a provare disgusto per il mestiere della armi. Un giorno del 1034, al centro di una spaventosa mischia senza speranza di uscirne vivo, egli fece voto di deporre la spada, lasciare il secolo e vestire l'abito monastico, se avesse scampato il pericolo. Si ritirò quindi nel territorio di Bonneville-Aptot, fondandovi una prima comunità di religiosi, che raccolse molte adesioni, ma la scarsità d'acqua li spinse lungo la valle del fiume Bec fino alla confluenza con la Risle a Pont-Authou, dove fondarono una seconda chiesa e vi rimasero per circa venti anni. La necessità di soddisfare le sempre più numerose adesioni portò Erluino a fondare un nuovo monastero nelle vicinanze, dove sorsero rapidamente nuove case a formare un villaggio, che prese poi il nome di Le Bec-Hellouin, il "ruscello di Erluino".
Erluino, primo abate del monastero, morì in tarda età nel 1078: è ancora visibile il suo monumento funebre nell'attuale chiesa abbaziale.